# Jörg Hengstler
Jörg Hengstler-Modry (* 31. Oktober 1956; † 28. April 2024) war ein deutscher Schauspieler, Hörspiel- und Synchronsprecher, der unter seinem abgekürzten (Künstler-)Namen Jörg Hengstler bekannt geworden ist.
Als Synchronsprecher machte er sich vor allem als Stimme in mehreren Filmen der Schauspieler Bill Paxton, Quentin Tarantino und Adrian Paul sowie mit seiner langjährigen Mitwirkung an der Animeserie Detektiv Conan als Kogorō Mōri und an der Zeichentrickserie SpongeBob Schwammkopf als Larry, der Hummer einen Namen.

## Leben
Jörg Hengstler wuchs in der DDR auf. Von 1982 bis 1988 stellte Hengstler in sieben Folgen der Fernsehserie Polizeiruf 110 verschiedene Personen dar, darunter zweimal die des Unterleutnants Becker. 1993 war er in zwei Folgen der Fernsehserie Tatort und 1994 in einer Folge von Wolffs Revier zu sehen. Zudem trat Hengstler auch im Fernsehtheater Moritzburg auf, beispielsweise in Ein Fuchs zuviel (1984).
In den 1990er-Jahren wandte sich Hengstler verstärkt der Tätigkeit als Synchronsprecher zu. So sprach er unter anderem Adrian Paul in der Fernsehserie Highlander (1993–1998), Adam Arkin in Chicago Hope (1995–2001) und in Life (2009–2010), Avery Brooks in Star Trek: Deep Space Nine (1993–1999), Mike Farrell in M*A*S*H (1976–1983), Eriq La Salle (Emergency Room – Die Notaufnahme (2000–2003), Under the Dome (2013–2015)), Philip Glenister in (Life on Mars – Gefangen in den 70ern, Ashes to Ashes – Zurück in die 80er, Outcast (2016–2017)) und Quentin Tarantino (Pulp Fiction, Desperado, From Dusk Till Dawn). Zudem lieh Hengstler unter anderem auch Akira Kamiya, David Harbour, Bill Paxton, Jamie Bartlett, Brad Johnson, Andy Serkis, Tom Sizemore, Michael Rooker oder Jackie Shroff seine Stimme. Von 2002 bis 2024 sprach er in der Zeichentrickserie SpongeBob Schwammkopf die Figur des muskulösen Hummers Larry, der Hummer (Larry Lobster).
Jörg Hengstler lebte zuletzt in Oberkrämer (Brandenburg). Er starb am 28. April 2024, mit 67 Jahren. Am 3. Mai 2024 erfuhr die Öffentlichkeit vom Tod Hengstlers.

## Filmografie (Auswahl)

### Schauspieler
- 1981: Der Staatsanwalt hat das Wort (Fernsehreihe, 3 Folgen)
- 1982: Polizeiruf 110: Der Rettungsschwimmer (Fernsehreihe)
- 1982: Der Fall Marion Neuhaus (Fernsehfilm)
- 1983: Martin Luther (Fernsehmehrteiler)
- 1983: Der Angler auf dem Dach (Fernsehfilm)
- 1983: Bühne frei (Fernsehserie)
- 1983: Falsche Zeugnisse (Fernsehfilm)
- 1984: Schauspielereien (Fernsehserie, 1 Folge)
- 1984: Familie intakt (Fernsehserie, 1 Folge)
- 1984: Klassenkameraden (Fernsehfilm)
- 1984: Polizeiruf 110: Draußen am See (Fernsehreihe)
- 1985: Mit 40 hat man noch Träume
- 1985: Ein stilles Wochenende
- 1985: Polizeiruf 110: Laß mich nicht im Stich (Fernsehreihe)
- 1986: Polizeiruf 110: Mit List und Tücke (Fernsehreihe)
- 1986: Der Hut des Brigadiers
- 1986: Das Eigentor (Fernsehfilm)
- 1986: Rund um die Uhr (Fernsehserie, 1 Folge)
- 1987: Bebel und Bismarck (Fernsehmehrteiler)
- 1987: Mensch, Hermann (Fernsehserie, 1 Folge)
- 1987: Kiezgeschichten (Fernsehserie, 2 Folgen)
- 1987: Gold für den König (Fernsehfilm)
- 1987: Der Staatsanwalt hat das Wort (Fernsehreihe, eine Folge)
- 1987: Polizeiruf 110: Unheil aus der Flasche (Fernsehreihe)
- 1988: Kai aus der Kiste
- 1988: An allem ist Matuschke schuld (Fernsehfilm)
- 1988: Zahn um Zahn (Fernsehserie, 1 Folge)
- 1988: Polizeiruf 110: Der Kreuzworträtselfall (Fernsehreihe)
- 1988: Polizeiruf 110: Flüssige Waffe (Fernsehreihe)
- 1989: Zum Teufel mit Harbolla
- 1991: Peter Strohm (Fernsehserie, 1 Folge)
- 1993: Tatort: Berlin – beste Lage (Fernsehreihe)
- 1993: Tatort: Tod einer alten Frau (Fernsehreihe)
- 1994: Wolffs Revier (Fernsehserie, 1 Folge)

### Synchronsprecher
Akira Kamiya
- 1997: Detektiv Conan – Der tickende Wolkenkratzer als Kogoro Mori
- 1998: Detektiv Conan – Das 14. Ziel als Kogoro Mori
- 1999: Detektiv Conan – Der Magier des letzten Jahrhunderts als Kogoro Mori
- 2000: Detektiv Conan – Der Killer in ihren Augen als Kogoro Mori
- 2001: Detektiv Conan – Countdown zum Himmel als Kogoro Mori
- 2002: Detektiv Conan – Das Phantom der Baker Street als Kogoro Mori
- 2003: Detektiv Conan – Die Kreuzung des Labyrinths als Kogoro Mori
- 2004: Detektiv Conan – Der Magier mit den Silberschwingen als Kogoro Mori
- 2005: Detektiv Conan – Das Komplott über dem Ozean als Kogoro Mori
- 2008: Detektiv Conan – Die Partitur des Grauens als Kogoro Mori

Quentin Tarantino
- 1994: Pulp Fiction als Jimmie Dimmick
- 1995: Desperado als Pick–Up Guy
- 1996: From Dusk Till Dawn als Richard Gecko
- 2000: Little Nicky – Satan Junior als Deacon

Adrian Paul
- 2003: Nemesis Game als Vern
- 2004: Moscow Heat als Andrew
- 2007: Highlander – Die Quelle der Unsterblichkeit als Duncan MacLeod
- 2010: The Heavy – Der letzte Job als Christian Mason

Rikiya Koyama
- 2011: Detektiv Conan: Die 15 Minuten der Stille als Kogoro Mori
- 2012: Detektiv Conan: Der elfte Stürmer als Kogoro Mori
- 2013: Detektiv Conan: Detektiv auf hoher See als Kogoro Mori
- 2014: Detektiv Conan: Der Scharfschütze aus einer anderen Dimension als Kogoro Mori

Wade Williams
- 2003: Crossing Jordan – Pathologin mit Profil als FBI Kriminologe Barker
- 2010: Batman: Under the Red Hood als Black Mask / Roman Sionis
- 2011: Green Lantern: Emerald Knights als Deegan

#### Filme
- 1970: Milos ganz und gar unmögliche Reise – Shepard Menken als König Azett’s Minister
- 1990: City Hunter: Bay City Wars – Kazuhiko Kishino als Claude
- 1991: Keiner kommt hier lebend raus – John Bedford Lloyd als Dr. Jameson
- 1992: Ein Hund namens Beethoven – Oliver Platt als Harvey
- 1992: Steinzeit Junior – Aufgetaut und durchgeknallt – Peter Allas als Officer Sims
- 1993: The Tower – Carlos Allen als Notrufzentrale
- 1993: Jurassic Park – Cameron Thor als Dr. Lewis Dodgson
- 1997: Haie greifen an – Claude Akins als Chief „Gordy“ Gordon
- 2006: Das Schloss des Cagliostro – Tarô Ishida als Graf Cagliostro
- 2006: Pirates of the Caribbean – Fluch der Karibik 2 – Christopher Adamson als Jimmy Legs
- 2007: Der Supermann des Wilden Westens – Oliver Reed als Joe Knox
- 2008: Der seltsame Fall des Benjamin Button – Jared Harris als Captain Mike
- 2010: Rapunzel – Neu verföhnt – M. C. Gainey als Hauptmann der Palastwache
- 2013: Der Butler – Liev Schreiber als Lyndon B. Johnson
- 2015: The Avengers 2: Age of Ultron – Andy Serkis als Ulysses Klaue
- 2015: Playing It Cool – Patrick Warburton als Hedge Funder
- 2016: Ride Along: Next Level Miami – Carlos Gómez als Captain Pedro Hernandez
- 2024: Rettet Bikini Bottom: Der Sandy Cheeks Film – Mr. Lawrence als Larry, der Hummer

#### Serien
- 1965–1971: Ein Käfig voller Helden – Ivan Dixon als Staff Sergeant James Kinchloe
- 1972–1983: M*A*S*H – Mike Farrell als Cpt. B.J. Hunnicut
- 1972: Die 2 – Harvey Hall als Ivanov
- 1990: Mord ist ihr Hobby – Jason Beghe als Wayne Bennett
- 1991: Der Nachtfalke – Blake Clark als Denton Medwick
- 1991: Die Liebestollen Stewardessen – Charles Robinson als Anatoli
- 1991: Gnadenlose Stadt – Johnny Seven als Paul Colano
- 1993–1999: Star Trek: Deep Space Nine – Avery Brooks als Benjamin Sisko
- 1993: Remington Steele – Linal Haft als Armstrong
- 1993: Doogie Howser, M.D. – Stephen Lee als Hank Finney
- 1996: Magnum – James Grant Benton als Ralph
- 1997: Bonanza – Biff Manard als Suggins
- 1998–2001: JAG – Im Auftrag der Ehre – Trevor Goddard als Mic Brumby
- 2002–2024: Spongebob Schwammkopf – Mr. Lawrence als Larry, der Hummer (1. Stimme)
- 2002–2024 Detektiv Conan – Akira Kamiya/Rikiya Koyama als Kogoro Mori (Folgen 1–483)
- 2005–2009: Alle hassen Chris – Terry Crews als Julius Rock
- 2007: Ghost Whisperer – Stimmen aus dem Jenseits – Peter Friedman als Steve Burris
- 2007: Desperate Housewives – Ernie Hudson als Detective Ridley
- 2007: Ein Colt für alle Fälle – Robert F. Lyons als Frank Boyce
- 2008: Ghost Whisperer – Stimmen aus dem Jenseits – Michael DeLorenzo als Richard Sanchez
- 2008–2014: Sons of Anarchy – Mark Boone Junior als Robert Munson
- 2008–2014, 2020: Star Wars: The Clone Wars – James Arnold Taylor als Plo Koon
- 2009: Ghost Whisperer – Stimmen aus dem Jenseits – Brian McNamara als Douglas Marks
- 2009: Harper’s Island – Dean Wray als Cole Harkin
- 2013–2014: Vampire Diaries – Rick Worthy als Rudy Hopkins
- 2013–2017: Peaky Blinders – Gangs of Birmingham – Paul Anderson als Arthur Shelby
- 2014–2015: Gotham – David Zayas als Salvatore Maroni
- 2016–2019: Into the Badlands – Marton Csokas als Quinn
- 2017: Fargo – Hamish Linklater als Larue Dollard
- 2020: Treadstone – Michael Gaston als Dan Levine
- 2020–2021: Lucifer – Dennis Haysbert als Gott
- 2021: Salamander – Wim Opbrouck als Marc De Coutere
- 2022: Detektiv Conan: The Culprit Hanzawa – Rikiya Koyama als Kogoro Mori
- 2023: Navy CIS: L.A. – Vyto Ruginis als Arkady Kolcheck

#### Videospiele
- 2004: Alias als SD-6 Agent Marcus R. Dixon
- 2009: Batman: Arkham Asylum als Waylon Jones / Killer Croc
- 2011: Batman: Arkham City als Waylon Jones / Killer Croc
- 2013: Batman: Arkham Origins als Waylon Jones / Killer Croc
- 2013: Ryse: Son of Rome als Leontius
- 2014: Mittelerde: Mordors Schatten als Der Turm
- 2015: Mortal Kombat X als Sub-Zero, Reptile und Bo' Rai Cho
- 2015: Lego Jurassic World als Dr. Lewis Dodgson
- 2015: Batman: Arkham Knight als  Michael Lane / Azrael und Waylon Jones / Killer Croc (DLC)
- 2017: Injustice 2 als Sub-Zero und Dr. Martin Stein
- 2017: Prey als Dr. Lorenzo Calvino
- 2017: Mittelerde: Schatten des Krieges als Helm Hammerhand
- 2017: Assassin’s Creed Origins als Ibi und Seher
- 2018: Assassin’s Creed Odyssey als Pythagoras
- 2018: Lego DC Super-Villains als Lex Luthor und Waylon Jones / Killer Croc
- 2019: Mortal Kombat 11 als Sub-Zero
- 2019: Remnant: From the Ashes als Andrew Ford und Mud Tooth
- 2020: Spongebob Schwammkopf: Battle for Bikini Bottom – Rehydrated als Larry, der Hummer
- 2020: Assassin’s Creed Valhalla als Audun, Heming, Merton
- 2023: SpongeBob Schwammkopf: The Cosmic Shake als Larry, der Hummer
- 2023: Hogwarts Legacy als Scrope, der Hauself
- 2023: Assassin’s Creed Mirage

## Hörspiele (Auswahl)
- 1989: Astrid Rösel: Picknick mit einem Toten (Mister Patman) – Regie: Detlef Kurzweg (Hörspiel – Rundfunk der DDR)
- 2008: Spongebob Schwammkopf Folge 33: Hörspiel zur TV-Serie: als Larry, der Hummer (Episode: Geisterstunde)
- 2008: Star Wars: Dark Lord (nach James Lucenos Roman Dunkler Lord – Der Aufstieg des Darth Vader) als Jedi Iwo Kulka – Buch und Regie: Oliver Döring
- 2016: Oliver Döring: Foster: Prolog: Die Seele eines Dämons (Tonpool)
- 2023: Star Wars: The Clone Wars: Der Schatten Der Malevolence / Die Zerstörung Der Malevolence (The Clone Wars 2, Walt Disney Records & Audible)